# Alison Skipworth
Alison Skipworth, pseudonimo di Alison Mary Elliott Margaret Groom (Londra, 25 luglio 1863 – New York, 5 luglio 1952), è stata un'attrice britannica.

## Biografia
Educata da insegnanti privati provenienti dall'Università di Oxford, Alison Skipworth si dedicò al teatro per arrotondare le magre entrate del marito, e fece la sua prima apparizione sul palcoscenico al Daly's Theatre di Londra nel 1894, in A Gaiety Girl. L'anno successivo fece il suo esordio a Broadway nell'opera leggera An Artist's Model e rapidamente conquistò una solida fama. Dopo un breve ritorno in Inghilterra, l'attrice si stabilì definitivamente negli Stati Uniti, entrando a far parte della compagnia del produttore teatrale Daniel Frohman e fece il suo debutto nel 1897 nella pièce The Princess and the Butterfly. Tra il 1905 e il 1906, la Skipworth andò in tournée con tre opere shakesperiane, Cimbelino, La dodicesima notte e Come vi piace. Negli anni successivi recitò accanto ai maggiori interpreti del teatro americano, come James K. Hackett e John Drew, Jr..
Nel 1912 la Skipworth apparve nel suo primo film, il cortometraggio A Mardi Gras Mix-Up, e passò agevolmente dal muto al sonoro con il film Strictly Unconventional (1930) di David Burton. Recitò accanto a W.C. Fields in quattro film: Se avessi un milione (1932), Tillie and Gus (1933), Alice nel Paese delle Meraviglie (1933) e Six of a Kind (1934), rilevandosi una perfetta spalla comica. Durante gli anni trenta recitò in importanti ruoli di supporto in film come Il cantico dei cantici (1933), Capriccio spagnolo (1935), Becky Sharp (1935), Satan Met a Lady (1936), affermandosi con ruoli di donna dignitosa e imponente.
Sposata dal 1882 al 1929 con l'artista Frank Markham-Skipworth, l'attrice morì per cause naturali nel 1952 nella sua casa di New York, all'età di 88 anni.

## Filmografia parziale
- Handcuffs or Kisses, regia di George Archainbaud (1921)
- Raffles, l'Arsenio Lupin inglese (Raffles), regia di George Fitzmaurice (1930)
- Outward Bound, regia di Robert Milton (1930)
- Madame du Barry (Du Barry, Woman of Passion), regia di Sam Taylor (1930)
- L'amante di mezzanotte (Oh, for a Man!), regia di Hamilton MacFadden (1930)
- The Virtuous Husband, regia di Vin Moore (1931)
- L'angelo della notte (Night Angel), regia di Edmund Goulding (1931)
- Devotion, regia di Robert Milton (1931)
- Tonight or Never, regia di Robert Milton (1931)
- Peccatori (Sinners in the Sun), regia di Mervyn LeRoy (1931)
- Night After Night, regia di Archie Mayo (1932)
- Se avessi un milione (If I Had a Million), di registi vari (1932)
- La principessa Nadia (Tonight Is Ours), regia di Stuart Walker (1933)
- Il cantico dei cantici (The Song of Songs), regia di Rouben Mamoulian (1933)
- Alice nel Paese delle Meraviglie (Alice in Wonderland), regia di Norman Z. McLeod (1933)
- I sei mattacchioni (Six of a Kind), regia di Leo McCarey (1933)
- La via proibita (Coming Out Party), regia di John G. Blystone (1934)
- Minaccia (The Notorious Sophie Lang), regia di Ralph Murphy (1934)
- La granduchessa e il cameriere (Here Is My Heart), regia di Frank Tuttle (1934)
- Dalle 7 alle 8 (The Casino Murder Case), regia di Edwin L. Marin (1935)
- Capriccio spagnolo (The Devil Is a Woman), regia di Josef von Sternberg (1935)
- The Girl from 10th Avenue, regia di Alfred E. Green (1935)
- Becky Sharp, regia di Rouben Mamoulian (1935)
- Shanghai, regia di James Flood (1935)
- Paura d'amare (Dangerous), regia di Alfred E. Green (1935)
- Resa d'amore (The Princess Comes Across), regia di William K. Howard (1936)
- Satan Met a Lady, regia di William Dieterle (1936)
- Troppo amata (The Gorgeous Hussy), regia di Clarence Brown (1936)
- Due nella folla (Two in a Crowd), regia di Alfred E. Green (1936)
- Ladies in Distress, regia di Gus Meins (1938)